# كاناكا (عامل بجزر المحيط الهادئ)
كاناكا هو مصطلح كان يطلق على العمال من مختلف أنحاء جزر المحيط الهادئ العاملون بالمستعمرات البريطانية مثل كولومبيا البريطانية (كندا)، وفيجي وكوينزلاند (أستراليا) في القرن التاسع عشر وأوائل القرن العشرين. ولقد كانوا يعملون كذلك في كاليفورنيا وتشيلي (انظر جزيرة القيامة وشعب رابا نوي كموضوعات ذات صلة).
تشير كلمة «كاناكا» في الأصل إلى سكان هاواي الأصليين، الذين يطلق عليهم kānaka ʻōiwi أو kānaka maoli في لغة هاواي. وحتى عام 2009، تم قبول العديد من الترجمات التقريبية لكلمة «كاناكا» ومن بينها: «الرجل» و«الرجل الحيوان»، وكان مصطلح «الرجل الوحشي» الأكثر استخدامًا من بين هذه الترجمات. وفي قرارها رقم 5195، حددت أكاديمية اللغات البولينيزية با يوموتو تعريفًا أكثر تمثيلًا للغة البولينيزية البدائية ماماكا كايو حول أصل هذا المصطلح، والذي يعني «الرجل الحر».

## أستراليا

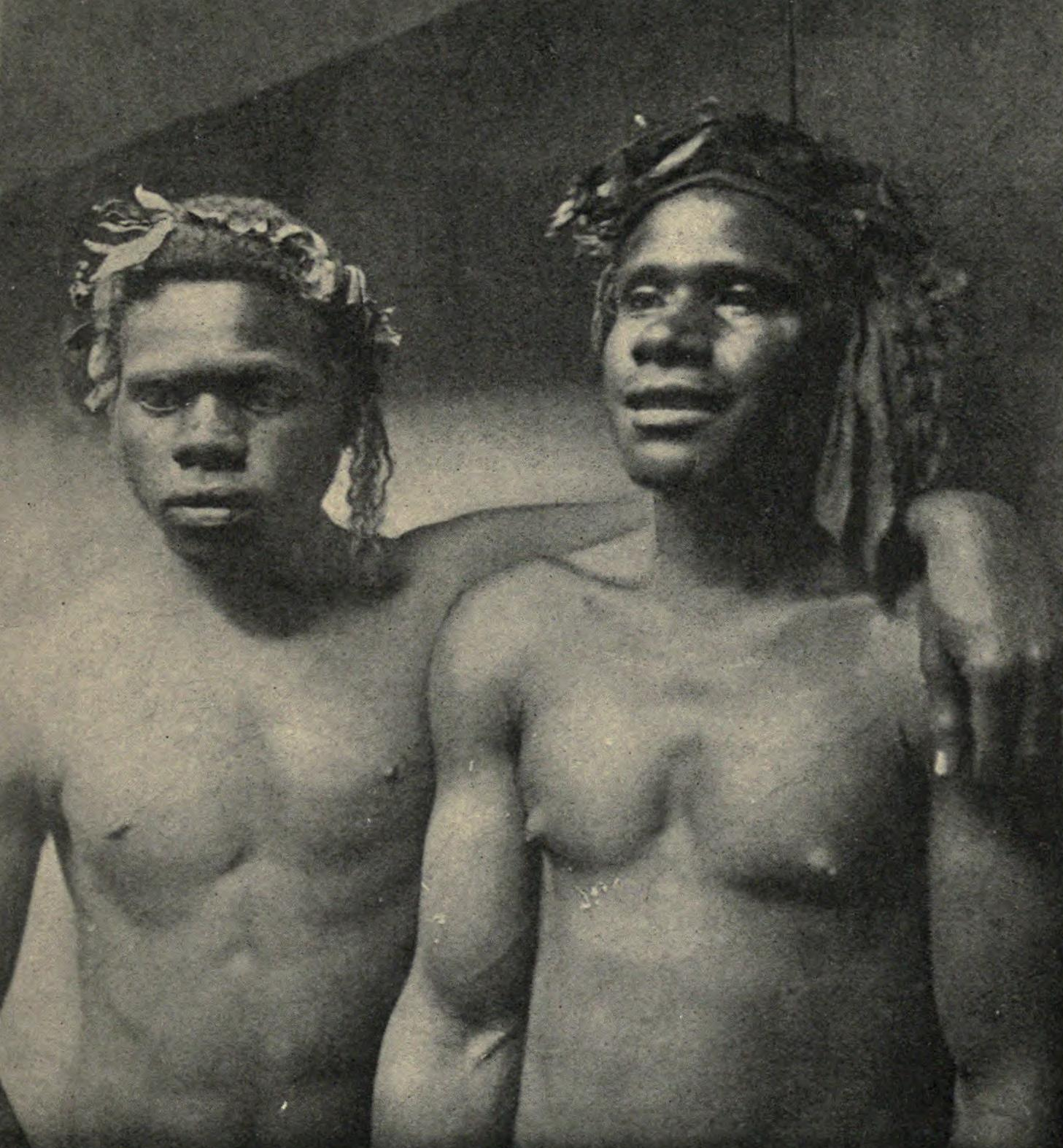
سكان جزر لوياليتي العاملون كبحارة على ساحل كاليدونيا الجديدة.

بحسب قاموس ماكواري، تشير كلمة «كاناكا»، التي كانت ذات يوم تستخدم على نطاق واسع في أستراليا، في اللغة الإنجليزية الأسترالية إلى مصطلح عدائي يصف جزر المحيط الهادي. وجزئيًا، يرجع السبب في ذلك إلى أن معظم «شعب كاناكا» في أستراليا كانوا أفرادًا من ميلانيزيا، بدلًا من بولينيزيا، ويشمل هذا المصطلح كذلك عددًا قليلًا من سكان هاواي. ويطلق أحفاد المهاجرين إلى أستراليا في القرن التاسع عشر والقادمين من جزر المحيط الهادي حاليًا على أنفسهم اسم «سكان جزيرة بحر الجنوب» وهو كذلك المصطلح المستخدم في المواقف الشكلية والرسمية.
ولقد تم توظيف معظم العمال الأصليين القادمين من جزر سليمان وهبرديس الجديدة (فانواتو)، على الرغم من أنه تم تعيين آخرين من جزر لويالتي وتونجا وساموا وكيريباتي وتوفالو. ولقد تم اختطاف البعض («اختطافهم وبيعهم كرقيق») أو بدلًا من ذلك دفعهم للانغماس في العمل بعقود طويلة الأجل.
وكان يشار إلى الرجال بشكل عام باسم «شعب كاناكا» (الأولاد)، ليعكس بذلك التحيز الأوروبي الذي كان ظاهرًا في هذا الوقت. وينظر أحفاد سكان الجزر إلى هذا المصطلح باعتباره مصطلحًا ازدرائيًا ومهينًا يذكرهم باستغلال أجدادهم على أيدي المزارعين البيض وموردي العمال التابعين لهم.
وفي أستراليا، غالبًا ما يضطلع سكان جزر البحر الجنوبي بـ العمل غير الحر، للقيام بشكل معين من الأعمال يعرف باسم عمالة بعقود طويلة الأجل. وفي كثير من الأحيان، يقال أن عملهم في أستراليا كان شكلًا من أشكال العبودية، ويرجع ذلك إلى الاعتقاد بأن العديد من الأشخاص كان يتم توظيفهم من خلال «اختطافهم وبيعهم كرقيق»، حيث كانت عملية استعباد سكان جزر المحيط الهادئ وسكان أستراليا الأصليون شائعة الحدوث في هذا الوقت.
من بين أكثر من 60000 شخص من سكان الجزر منذ عام 1863، كان من المفترض عودة معظمهم «إلى وطنهم» (أي، يتم ترحيلهم) على أيدي الحكومة الأسترالية في الفترة بين عامي 1906-08 بموجب القانون الخاص بعمال جزر البحر الهادئ لعام 1901 والتشريع الذي دعت إليه سياسة أستراليا البيضاء. وقد تم استثناء البعض لأسباب مختلفة، من بينها الزواج من الأستراليين. فهؤلاء وغيرهم من الأشخاص الذين تمكنوا من الهرب من الترحيل وظلوا في الأراضي الأسترالية هم وعائلاتهم يشكلون اليوم أكبر جماعة عرقية ميلانو-بولينزية في أستراليا. ويعد العديد من سكان جزر بحر الجنوب الأسترالي من أصول مختلطة، بما في ذلك السكان الأصليين وسكان جزر مضيق توريس الذين غالبًا ما يُجرى الخلط بينهم. ونتيجة لذلك، واجه سكان جزر بحر الجنوب الأسترالي أشكالًا مماثلة من التمييز التي يعاني منها السكان الأصليين وسكان حزر مضيق توريس.
وجرى الاعتراف بطائفة سكان جزر بحر الجنوب الأستراليين بوصفها مجموعة أقلية فريدة من نوعها في عام 1994 بعد أن كشف التقرير الصادر عن لجنة حقوق الإنسان وتكافؤ الفرص أن هؤلاء الأشخاص أصبحوا أكثر حرمانًا من الأستراليين الأصليين.

## كندا

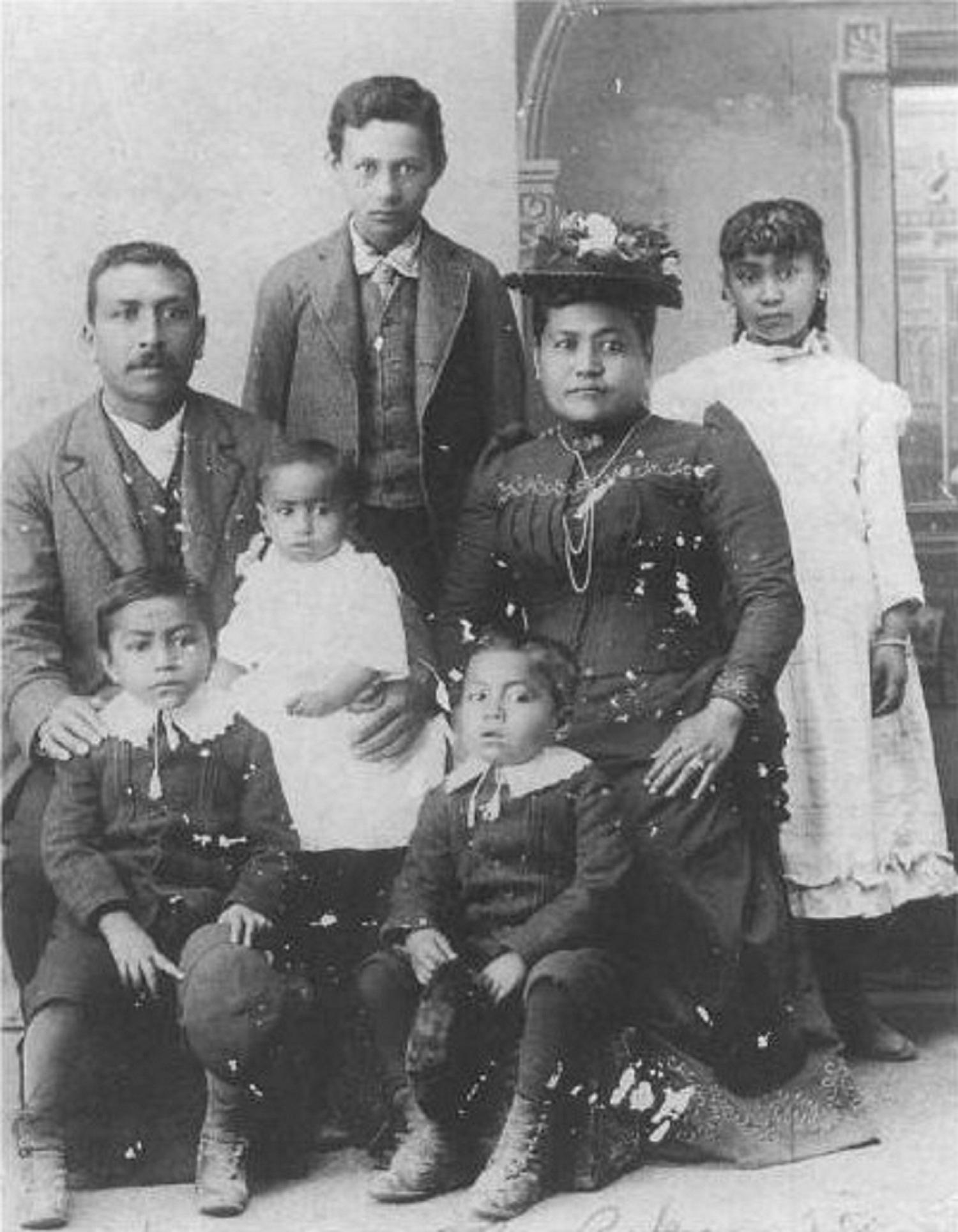
عائلة هاوايية استقرت في كولومبيا البريطانية، كاليفورنيا. 1890

في كندا، تزوج العديد من رجال كاناكا من نساء الأمم الأولى (كندا), ولا يزال من الممكن العثور على أحفادهم في كولومبيا البريطانية وأجزاء مجاورة من كندا والولايات المتحدة (ولايتي واشنطن وأريغون). ويعد رجال الكاناكا الكنديون من أصل هاوايي. وقد كان كافة الأشخاص تقريبًا متعاقدين مع شركة خليج هدسون على الرغم من أن البعض منهم كانوا قد وصلوا إلى المنطقة التي تمر منها السفن أو، في بعض الحالات، يهاجرون شمالًا من كاليفورنيا. ولم يكن هناك دلالة سلبية لاستخدام كاناكا في كولومبيا البريطانية وكاليفورنيا الإنجليزية في ذلك الوقت، وفي معناه الأكثر شيوعًا، يقصد بهذا المصطلح الشخص الذي يتميز بميراث عرقي هاوايي، دون أي شعور ساخر. ولقد كان رجال كاناكا على متن أولى سفن الاستكشاف والسفن التجارية المتجهة للإرساء عند ساحل شمال غرب المحيط الهادئ وتوجد حالات لبعض رجال الكاناكا الذين يعيشون وسط مختلف شعوب الأمم الأولى بعد أن اعتلوا السفن وكذلك غالبًا ما كان يتم ذلك على قوافل نقل الفراء وقوافل إكسبريس التابعة لشركات الفراء، وكذلك في حياة الحصن. لقد كانت كاناكا كريك، كولومبيا البريطانية تمثل طائفة تضم مجموعة من الأسر الهاوايية المختلطة الأولى التي نشأت على طول نهر فريزر من فورت لانغلي في ثلاثينيات القرن التاسع عشر وظلت على الخريطة حتى اليوم. وفي نفس الوقت، كانت طائفة الكاناكا متواجدة في كل من حمى الذهب في كاليفورنيا وفي حمى الذهب في وادي فريزر وغيرها من الحمى; وقد اكتسبت كاناكا بار، كولومبيا البريطانية أسماءها من المطالبات التي راهن عليها الكاناكا وعكف على تطبيقها؛ تلك الطائفة التي كانت تعمل في وقت سابق لصالح شركة الفراء (حيث تعتبر الآن طائفة الأمم الأولى لشعب نالاكا باموك).
يشير أحد اللغويين إلى أن مصطلح كانوك، وهو كنية تطلق على الكنديين، مشتق من المصطلح الهوايي كاناكا.

## الولايات المتحدة
في أوائل عشرينيات القرن التاسع عشر، تم توظيف العمال الأصليين من جزر ساندويتش للعمل في المطابخ وغيرها من التجارات الماهرة بواسطة شركة خليج هدسون بـ فورت فانكوفر، ويقطن معظمهم في الأجزاء الجنوبية والغربية من الحاجز الرئيسي لإحدى المناطق المعروفة باسم «قرية كاناكا.» وباعتبارهم عمالًا من سكان هاواي الأصليين، عملت طائفة الكاناكا في مجالي الزراعة وتربية المواشي ويتواجدون الآن على البر الرئيسي للولايات المتحدة (بشكل أساسي في كاليفورنيا في إطار ترتيبات المستعمرة الأسبانية وإبرام عقود الشركة الأمريكية التي تلت ذلك) اعتبارًا من أوائل عام 1850، ولكن بلغت هجرتهم الذروة بين عامي 1900 و1930. وتمركزت معظم عائلاتهم في الحقول التي سرعان ما أصبحت تضم أجناسًا مختلطة بفضل حالات التزاوج من الشعوب الصينية، والفلبينية، والعديد من المكسيكية الذين أصبحوا على اتصال معهم. ولقد كان سكان هاواي الأصليون يهتمون بحصاد بنجر السكر والتفاح المنتقى عند منطقة واحدة في ولايتي واشنطن وأوريغون. في نفس الوقت، هناك أيضًا وثائق تثبت وجود عدة مئات من بانيليوس أو رعاة البقر من سكان هاواي الأصليون على طول الحوض العظيم في غرب الولايات المتحدة. علاوةً على ذلك، ورد مصطلح طائفة الكاناكا في كتاب عامين قبل السارية (Two Years before the Mast) للكاتب ريتشارد هنري دانا (1840) والذي عمل إلى جانبهم أثناء رحلته البحرية من بوسطن إلى كايب هورن.

## الحواشي
1. ↑  Macquarie Dictionary (Fourth Edition), 2005, p. 774
2. ↑  National Archives of Australia, “Pacific Island Labourers Act 1901 (Cth)”. Access date: December 3, 2007. [وصلة مكسورة] نسخة محفوظة 01 يونيو 2011 على موقع واي باك مشين.
3. ↑  Tom Koppel, 1995 Kanaka: The Untold Story of Hawaiian Pioneers in British Columbia and Pacific Northwest p 2
4. ↑  Irving Lewis Allen (1990). Unkind Words: Ethnic Labeling from Redskin to WASP, pp 59, 61–62. New York: Bergin & Garvey. ISBN 0-89789-217-8.

## وصلات خارجية
- Leaving Paradise: Indigenous Hawaiians in the Pacific Northwest, Jean Barman, Bruce McIntyre Watson, Publ. 2006, University of Hawaii Press, 513pp. ISBN 0-8248-2549-7